# Nephele oenopion
Nephele oenopion là một loài bướm đêm thuộc họ Sphingidae. Nó được tìm thấy ở Africa.
Chiều dài cánh trước là 38–40 mm. 

## Phụ loài
- Nephele oenopion oenopion (from Gabon to Tanzania and Kenya and Madagascar)
- Nephele oenopion continentis Rothschild & Jordan, 1903 (forests from Sierra Leone to Congo and East Africa)
- Nephele oenopion stictica Rothschild & Jordan, 1903 (Comoro Islands)
- Nephele oenopion transitoria Turlin, 1996 (Comoro Islands)